# Georges Delerue
Georges Delerue (Roubaix, 1925. március 12. – Los Angeles, 1992. március 20.) Oscar-díjas és többszörös César-díjas francia zeneszerző. Több mint 350 zenei darabot szerzett televíziós műsorokhoz és filmekhez és számos neves díjat elnyert, többek közt az Oscar-díjat az Egy kis romantika című filmért. Delerue az első francia zeneszerző, aki háromszor is elnyerte a César-díjat, Franciaország filmművészeti díját. A Le Figaro újság joggal nevezte „a filmezés Mozart-jának”.

## Élete
Delerue 1925. március 12-én született Roubaix-ban, Franciaországban az idősebb Georges Delerue és Marie Lhoest gyermekeként. Zenei légkörben nőtt fel, hiszen édesanyja kiválóan énekelt és zongorázott, nagyapja pedig egy kórust vezetett. Tizennégy éves korában kezdett klarinétozni, valamint szülei beíratták a helyi konzervatóriumba. Tanulmányait 1940-ig a Turgot Intézetben folytatta, mikor is gyári munkára kényszerült, hogy támogassa családját. Később helyi együttesekben klarinétozott és példaképe, Richard Strauss művein túl Bachot, Mozartot, Beethovent és Chopint is játszott még.
1945-ben visszatért szülővárosába, majd Párizsban folytatta zenei tanulmányait fúga szerkesztéssel és komponálással. Annak érdekében, hogy fenntartsa magát mulatságokon, esküvőkön és temetéseken kezdett zenélni, valamint dzsesszt játszott a Chaussée-d’Antin negyedben, a Párizsi Opera közelében működő zenei pubokban.
Az 1950-es években egyre több színházi felkérést kapott és a Boris Vian darabok színpadra kerülése alatt jó barátságot kötött az íróval. Negyvenkét éves pályafutása során megmutatta tehetségét 200 filmzene, 125 betétdal, 70 főcímdal és 35 sorozat zenéjének megkomponálásával. Ő írt nagyívű zenét A francia forradalom című kétrészes jubileumi filmeposzhoz is, a Szabadság-himnuszt (L’hymne à la liberté) (1989).
A halál 67 évesen 1992. március 20-án érte Los Angelesben. Utolsó filmzenéjének felvétele zajlott, mikor szívrohamot kapott.

## Albumok amelyeken közreműködött
- Jules et Jim (1961)
- Cent Mille Dollars Au Soleil (1963)
- Il Conformista (1970)
- Paul Gauguin (1974)
- A Little Romance (1979)
- The Borgias (1981)
- Vivement Dimanche! (1981)
- La Femme d’à côté (1983)
- Agnes of God (1984)
- Delerue: Suite Cinématographique, Tirée des films (1990)
- Les Deux Anglaises et le Continent (1991)
- Black Robe (1992)
- Diên Biên Phú (1992)
- Man Trouble (1992)
- Rich in Love (1992)
- Like a Boomerang (1993)
- Georges Delerue: Music from the Films of François Truffaut (1997)
- Comme un Boomerang (2000)
- Joe Versus the Volcano (2002)
- True Confessions (2005)
- An Almost Perfect Affair (2006)
- The Pick-Up Artist (2006)
- The Cinema of François Truffaut (2007)
- Promise at Dawn (2008)
- Georges Delerue: Jules et Jim; Les Deux Anglaises (2008)
- Partitions Inedites (2011)

## Jelölések és díjak
- 1969 Academy Award Nomination for Best Original Score (Anne of the Thousand Days)
- 1969 Golden Globe Award Nomination for Best Original Score (Anne of the Thousand Days)
- 1970 BAFTA Award Nomination for Film Music (Women in Love)
- 1973 Academy Award Nomination for Best Original Score (The Day of the Dolphin)
- 1973 Golden Globe Award Nomination for Best Original Score (The Day of the Dolphin)
- 1977 Academy Award Nomination for Best Original Score (Julia)
- 1977 César Award Nomination for Best Music Written for a Film (Police Python 357)
- 1979 Academy Award for Best Original Score (A Little Romance) - megnyerte
- 1979 César Award for Best Music Written for a Film (Get Out Your Handkerchiefs) - megnyerte
- 1979 Golden Globe Award Nomination for Best Original Score (A Little Romance)
- 1979 BAFTA Award Nomination for Film Music (Julia)
- 1980 César Award for Best Music Written for a Film (Love on the Run) - megnyerte
- 1981 César Award for Best Music Written for a Film (The Last Metro) - megnyerte
- 1983 César Award Nomination for Best Music Written for a Film (La passante du Sans-Souci)
- 1984 César Award Nomination for Best Music Written for a Film (One Deadly Summer)
- 1985 Academy Award Nomination for Best Original Score (Agnes of God)
- 1988 ASCAP Award for Top Box Office Film (Twins) - megnyerte
- 1990 ASCAP Award for Top Box Office Film (Platoon) - megnyerte
- 1991 Genie Award for Best Original Score (Black Robe) - megnyerte
- 1992 Australian Film Institute Award for Best Original Music Score (Black Robe) - megnyerte
- 1993 César Award Nomination for Best Music Written for a Film (Dien Bien Phu)